# Synoicum haurakiensis
Synoicum haurakiensis är en sjöpungsart som beskrevs av Brewin 1951. Synoicum haurakiensis ingår i släktet Synoicum och familjen klumpsjöpungar. Inga underarter finns listade i Catalogue of Life.